# 윌리엄 힐리
윌리엄 힐리(William Healy, 1869년 1월 20일 - 1963년 3월 15일)는 영국계 미국인 정신과 의사이자 범죄학자로 1909년 시카고에 미국 최초의 시립아동상담소를 시작했다.
1899년 하버드대학교를 졸업하고 미국에서 정신 분석학의 선구자역할을 했으며 후일에 미국 정신 의학 협회의 창립 회장을 지냈다. 초장기 임상심리학의 발전에 이바지하였다. 적응장애와 성장기 청소년의 비행과의 연관성을 이해하는데 심혈을 기울인것으로 평가받는다.

## 같이 보기
- 알프레드 비네
- 제임스 카텔